# Flamoúli
Flamoúli är en ort i Grekland.   Den ligger i prefekturen Trikala och regionen Thessalien, i den centrala delen av landet, 240 km nordväst om huvudstaden Aten. Flamoúli ligger 120 meter över havet och antalet invånare är 560.
Terrängen runt Flamoúli är platt, och sluttar österut. Runt Flamoúli är det ganska tätbefolkat, med 86 invånare per kvadratkilometer. Närmaste större samhälle är Trikala, 3,2 km norr om Flamoúli. Trakten runt Flamoúli består till största delen av jordbruksmark.